# Кот-об-Колпі
Кот-об-Колпі (словен. Kot ob Kolpi) — поселення в общині Чрномель, Південно-Східна Словенія, Словенія. Висота над рівнем моря: 196,6 м.